# Sven Martinek
Sven Martinek (ur. 18 lutego 1964 w Magdeburgu) – niemiecki aktor telewizyjny i filmowy, najlepiej znany jako agent Max Zander z niemieckiego serialu RTL Klaun (Der Clown).

## Życiorys
Urodził się w Magdeburgu. Studiował aktorstwo w szkole Ernsta Busche. W 1978 roku debiutował na scenie, a po raz pierwszy pojawił się w telewizji we wczesnych latach osiemdziesiątych. Zasłynął w roli policjanta z jednostki specjalnej Maxa Zandera w serialu RTL Klaun (Der Clown, 1998-2001). Występował także gościnnie w serialach: Telefon 110, Tatort, Kobra – oddział specjalny (Alarm für Cobra 11 – Die Autobahnpolizei) i Ostatni gliniarz (Der Letzte Bulle - Nachtschicht). Od roku 2011 gra główną rolę komisarza policji Finna Kiesewettera w serialu Zabójstwa na północy (Morden im Norden) emitowanym w pierwszym programie niemieckiej telewizji Das Erste. Znalazł się też w obsadzie dramatu Agnes i jego bracia (Agnes und seine Brüder, 2004) z Moritzem Bleibtreu i Herbertem Knaupem i filmu Wolfganga Petersena Vier gegen die Bank (2016) z Tilem Schweigerem, Janem Josefem Liefersem, Michaelem Herbigem i Antje Traue.
Miał 21 lat, kiedy po raz pierwszy został ojcem Esther Sedlaczek (ur. 24 listopada 1985 w Berlinie). Z nieformalnych związków ma córkę Julię (ur. 1988) oraz bliźniaczki - Marie-Christin i Klarę-Magdalenę (ur. 1989). W lipcu 1993 poślubił Maren Schumacher, z którą ma syna Marlona Christophera (ur. w październiku 1993). Jednak w 1995 roku doszło do rozwodu. 10 sierpnia 2003 ożenił się z Xenią Seeberg, z którą ma syna Philipa-Eliasa (ur. 4 lipca 2005). W roku 2011 rozwiódł się.

## Wybrana filmografia

### Filmy fabularne
- 1982: Das Mädchen und der Junge (TV) jako Frank Lessow
- 1983: Insel der Schwäne jako Windjacke
- 1989: Die Besteigung des Chimborazo jako Reinhard von Haeften
- 1992: Landschaft mit Dornen (TV) jako Marcel
- 1995: Wtyczka (The Infiltrator, TV) jako Anton
- 1995: Rache jako Axel
- 1996: Zwei vom gleichen Schlag (TV) jako Daniel Schäfer
- 1996: Klaun (Der Clown, TV) jako Max Zander
- 1996: Adrenalin (TV) jako Jochen Wagner
- 1997: Die heilige Hure (TV) jako Paul Gruber
- 1997: Beichtstuhl der Begierde (TV) jako Jürgen Mayer
- 1999: Götterdämmerung - Morgen stirbt Berlin (TV) jako Tauch-Leiter
- 1999: Der Träumer und das wilde Mädchen - Hetzjagd durch Deutschland (TV) jako Till Sichert
- 2002: Hotte im Paradies (TV) jako Peter
- 2003: Herr Lehmann jako policjant patrolujący
- 2004: Funky Monkey jako Dominic Kinnear
- 2004: Agnes i jego bracia (Agnes und seine Brüder) jako Jürgen
- 2005: Klaun (Der Clown) jako Max Zander
- 2011: Liebe und Tod auf Java (TV) jako Conrad Landgraf
- 2013: Nach all den Jahren (TV) jako Vincent

### Seriale TV
- 1985: Der Staatsanwalt hat das Wort jako Lorenz
- 1988: Telefon 110 (Polizeiruf 110 – Der Mann im Baum) jako Mariettas Freund
- 1989: Telefon 110 (Polizeiruf 110 – Drei Flaschen Tokajer) jako Karo
- 1992: Karl May jako Anwerber
- 1992-93: Großstadtrevier jako Ingo Pallmann
- 1994: Freunde fürs Leben jako Steve Conolly
- 1995: Tatort – Falsches Alibi jako Jan
- 1995: Doppelter Einsatz jako Hanno Tietz
- 1995: Die Staatsanwältin jako Sauer
- 1995: Für alle Fälle Stefanie jako Holger Henning
- 1996: Mona M. - Mit den Waffen einer Frau jako Mike
- 1995: Doppelter Einsatz jako Sven Christians
- 1997: Kobra – oddział specjalny odc. Kindersorgen jako Sam
- 1997: SOKO München jako Lothar Krieges
- 1997: Tatort - Undercover Camping jako Jan Kott
- 1997: Freunde wie wir jako Thomas Reuter
- 1998-2001: Klaun (Der Clown) jako Max Zander / Klaun
- 2001: Victor - Der Schutzengel jako Toni
- 2002: Tatort – Bienzle und der Tag der Rache jako Christian Kuron
- 2002: Telefon 110 (Polizeiruf 110 – Angst um Tessa Bülow) jako Thomas Schweizer
- 2003: Kobra – oddział specjalny odc. Odliczanie (Countdown) jako Harald Kollmann
- 2003: Kobra – oddział specjalny odc. Der Detektiv jako Obdachloser
- 2003: Kobra – oddział specjalny odc. Strafversetzt jako Manfred Kosinski
- 2004: Stefanie - Eine Frau startet durch jako dr Martin Bauer
- 2005: Klaun (Der Clown) jako Payday
- 2005: Ein starkes Team jako Winne
- 2006-2016: Tierärztin Dr. Mertens jako dr Christoph Lentz
- 2008: Kobra – oddział specjalny odc. Begraben jako Wolf Mahler
- 2009: Doktor z alpejskiej wioski (Der Bergdoktor) jako Richard Beisel
- 2010: Ostatni gliniarz (Der Letzte Bulle - Nachtschicht) jako Thomas Schmückler
- 2012: Kobra – oddział specjalny odc. Były (Der Ex) jako Alexander Stark
- 2006: Mit Herz und Handschellen jako Gerber
- 2013: Das Traumhotel jako Frank Simon
- 2015: Doktor z alpejskiej wioski (Der Bergdoktor) – odc. Abschiede
- 2015: Dr. Klein jako Veit Pauly
- 2017: Górscy ratownicy (Die Bergwacht ) – odc. Winterkind jako Martin Tauber
- 2019: Kobra – oddział specjalny odc. Koniec służby (Dienstschluss) jako Vic